# مارك إيبرل
مارك إيبرل (بالألمانية: Marc Eberle)‏ هو لاعب كرة قدم ألماني، ولد في 3 يونيو 1980 في آخن في ألمانيا. لعب مع أريس ليماسول ورودا كيركراده وفي في في فينلو ولوميل يونايتد وليرس ونادي مبومالانجا بلاك أسأت.

## وصلات خارجية
- مارك إيبرل على موقع قاعدة بيانات كرة القدم.إي يو (الإنجليزية)
- مارك إيبرل على موقع Soccerway.com (الإنجليزية)
- مارك إيبرل على موقع عالم كرة القدم.نت (الإنجليزية)